# Ansgar Varnhagen
Ansgar Varnhagen (* 28. Oktober 1979) ist ein deutscher Leichtathlet.
Der Spezialist für die Mittel- und Langstrecken ist seit 1996 bei der LG Olympia Dortmund.
Zu seinen Erfolgen gehören zwölf Medaillen bei Deutschen Meisterschaften, hauptsächlich in der 3-mal-1000-Meter-Staffel. Über dieser Strecke konnte er mit dem Team dabei 2003 auch die Deutsche Meisterschaft für sich entscheiden. Dazu kam die Meisterschaft 2005 im Cross (ebenfalls mit der Mannschaft von Dortmund).
Als Einzelsportler gehört zu den herausragenden Ergebnissen der Gewinn des Silvesterlaufs von Werl nach Soest in den Jahren 2002 bis 2006. Damit gehört er zusammen mit dem Belgier Jean Weijts zu den „Königen“ dieses Laufes.
Bestzeiten
- 800 m – 1:52 min
- 1000 m – 2:24,26 min
- 1500 m – 3:48,01 min
- 3000 m – 8:07,17 min
- 5000 m – 14:01,64 min